# Zabłocie (gmina w województwie krakowskim)
Zabłocie – dawna gmina wiejska istniejąca w latach 1934–1940 i 1945–1954 w województwie krakowskim (dzisiejsze woj. małopolskie). Siedzibą władz gminy było Zabłocie (obecnie dzielnica Żywca), a w latach 1950–1954 – Żywiec.

## Historia
Gmina zbiorowa Zabłocie została utworzona 1 sierpnia 1934 roku w powiecie żywieckim w woj. krakowskim z dotychczasowych jednostkowych gmin wiejskich: Leśna, Lipowa, Ostre, Radziechowy, Sienna, Słotwina i Zabłocie. 15 września gminy te przekształcono w 7 gromad (sołectw) gminy Zabłocie.
Podczas wojny wcielona do III Rzeszy (Powiat Saybusch). 30 listopada 1940 gminę Zabłocie zniesiono, a z większości jego obszaru (Lipowa, Leśna, Ostre, Sienna i Słotwina) utworzono nową gminę Lipowa; jedynie Radziechowy włączono do gminy Cięcina, a samo Zabłocie włączono do Żywca. Gmina Lipowa przetrwała zaledwie siedem miesięcy, bo już 1 lipca 1941 włączono ją do gminy Łodygowice.
Po wojnie powrócono do stanu sprzed wojny, rekatywując tym samym gminę Zabłocie w jej oryginalnych granicach granic; gmina powróciła do powiatu żywieckiego w województwie krakowskim. 1 stycznia 1950 roku z gminy Zabłocie wyłączono jej siedzibę – gromadę Zabłocie – i włączono ją do Żywca, przez co Żywiec został formalnie siedzibą władz gminy. Według stanu z dnia 1 lipca 1952 roku gmina Zabłocie składała się już zatem z 6 gromad: Leśna, Lipowa, Ostre, Radziechowy, Sienna i Słotwina.
Gmina została zniesiona 29 września 1954 roku wraz z reformą wprowadzającą gromady w miejsce gmin.
Jednostki nie przywrócono 1 stycznia 1973 roku po reaktywowaniu gmin, a jej dawny obszar znalazł się w granicach trzech gmin:
- gminy Lipowa – Lipowa, Leśna, Ostre, Sienna i Słotwina;
- gminy Radziechowy-Wieprz – Radziechowy;
- miasta Żywca – Zabłocie (od 1950 roku).